# Jason Sanders
Jason Thomas Sanders (Orange, California, 16 de noviembre de 1995) más conocido como Jason Sanders, es un jugador profesional estadounidense de fútbol americano que se desempeña en la posición de placekicker en Miami Dolphins, equipo de la National Football League (NFL).

## Carrera
Fue seleccionado en la séptima ronda en la Reunión Anual de Selección de Jugadores de la NFL de 2018. Hizo su debut profesional con el equipo Miami Dolphins, donde lleva jugando seis temporadas.